# Ronde van Italië 1983
| Eindklassement      |                         |              |
| Algemeen klassement | Giuseppe Saronni        | 100h 45' 30" |
| Tweede              | Roberto Visentini       | + 1' 07"     |
| Derde               | Alberto Fernández       | + 3' 40"     |
| Vierde              | Mario Beccia            | + 5' 55"     |
| Vijfde              | Dietrich Thurau         | + 7' 44"     |
| Zesde               | Marino Lejarreta        | + 7' 47"     |
| Zevende             | Faustino Rupérez        | + 8' 24"     |
| Achtste             | Eduardo Chozas          | + 9' 41"     |
| Negende / (Bel)     | Lucien Van Impe         | + 10' 54"    |
| Tiende              | Wladimiro Panizza       | + 12' 00"    |
| (Ned)               | Frits Pirard (38e)      | + 48' 21"    |
| Rode Lantaarn       | Claudio Girlanda (140e) | + 4h 14' 17" |
| Puntenklassement    | Giuseppe Saronni        | 223 punten   |
| Tweede              | Moreno Argentin         | 149 punten   |
| Derde               | Frank Hoste             | 139 punten   |
| Bergklassement      | Lucien Van Impe         | 70 punten    |
| Tweede              | Alberto Fernández       | 43 punten    |
| Derde               | Marino Lejarreta        | 27 punten    |
|                     | Pedro Muñoz             | 27 punten    |
| Jongerenklassement  | Franco Chioccioli (16e) | 101h 00' 52" |
| Tweede              | Fabrizio Verza (23e)    | + 12' 16"    |
| Derde               | Harald Maier (30e)      | + 20' 32"    |
| Ploegenklassement   | Gemeaz                  | 300h 05' 39" |
| Tweede              | Inoxpran                | -            |
| Derde               | Del Tongo-Colnago       | -            |

In 1983 ging de 66e Giro d'Italia op 12 mei van start in Brescia. Hij eindigde op 5 juni in Udine. Er stonden 162 renners verdeeld over 18 ploegen aan de start. Hij werd gewonnen door Giuseppe Saronni.
Aantal ritten: 22

Totale afstand: 3916.0 km

Gemiddelde snelheid: 38.865 km/h

Aantal deelnemers: 162

## Belgische en Nederlandse prestaties
In totaal namen er 22 Belgen en 2 Nederlanders deel aan de Giro van 1983.

### Belgische etappezeges
- Lucien Van Impe won de 11e etappe van Bibbiena naar Pietresanta.
- Frank Hoste won de 16e etappe deel A van Orta San Giulio naar Milaan.

### Nederlandse etappezeges
- In 1983 was er geen Nederlandse etappezege.

## Etappe uitslagen
| Datum                  | Etappe     | Parcours                          | Afstand | Eerste                     | Tweede                      | Derde                       | Klassementsleider      |
| ---------------------- | ---------- | --------------------------------- | ------- | -------------------------- | --------------------------- | --------------------------- | ---------------------- |
| 12 mei                 | proloog    | Brescia                           | ? km    | proloog niet verreden      | proloog niet verreden       | proloog niet verreden       | -                      |
| 13 mei                 | etappe 1   | Brescia - Mantua (ploegentijdrit) | 70 km   | Bianchi                    | Atala                       | Gis                         | Tommy Prim (Zwe)       |
| 14 mei                 | etappe 2   | Mantua - Comacchio                | 192 km  | Guido Bontempi (Ita)       | Urs Freuler (Zwi)           | Frank Hoste (Bel)           | Urs Freuler (Zwi)      |
| 15 mei                 | etappe 3   | Comacchio - Fano                  | 148 km  | Paolo Rosola (Ita)         | Pierino Gavazzi (Ita)       | Gianmarco Saccani (Ita)     | Paolo Rosola (Ita)     |
| 16 mei                 | etappe 4   | Pesaro - Todi                     | 187 km  | Giuseppe Saronni (Ita)     | Moreno Argentin (Ita)       | Michael Wilson (Aus)        | Paolo Rosola (Ita)     |
| 17 mei                 | etappe 5   | Terni - Vasto                     | 269 km  | Eduardo Chozas (Spa)       | Vittorio Algeri (Ita)       | Giuseppe Saronni (Ita)      | Silvano Contini (Ita)  |
| 18 mei                 | etappe 6   | Vasto - Campitello Matese         | 145 km  | Alberto Fernández (Spa)    | Giuseppe Saronni (Ita)      | Franco Chioccioli (Ita)     | Silvano Contini (Ita)  |
| 19 mei                 | etappe 7   | Campitello Matese - Salerno       | 216 km  | Moreno Argentin (Ita)      | Emanuele Bombini (Ita)      | Giuseppe Saronni (Ita)      | Giuseppe Saronni (Ita) |
| 20 mei                 | etappe 8   | Salerno - Terracina               | 212 km  | Guido Bontempi (Ita)       | Frank Hoste (Bel)           | Urs Freuler (Zwi)           | Giuseppe Saronni (Ita) |
| 21 mei                 | etappe 9   | Terracina - Montefiascone         | 225 km  | Ricardo Magrini (Ita)      | Marino Lejarreta (Spa)      | Moreno Argentin (Ita)       | Giuseppe Saronni (Ita) |
| 22 mei                 | etappe 10  | Montefiascone - Bibbiena          | 232 km  | Palmiro Masciarelli (Ita)  | Siegfried Hekimi (Zwi)      | Patrick Bonnet (Fra)        | Giuseppe Saronni (Ita) |
| 23 mei                 | etappe 11  | Bibbiena - Pietrasanta            | 191 km  | Lucien Van Impe (Bel)      | Pedro Muñoz (Spa)           | Marino Lejarreta (Spa)      | Giuseppe Saronni (Ita) |
| 24 mei was een rustdag |            |                                   |         |                            |                             |                             |                        |
| 25 mei                 | etappe 12  | Pietrasanta - Reggio Emilia       | 180 km  | Alf Segersall (Zwe)        | Giuseppe Saronni (Ita)      | Pierino Gavazzi (Ita)       | Giuseppe Saronni (Ita) |
| 26 mei                 | etappe 13  | Reggio Emilia - Parma (tijdrit)   | 38 km   | Giuseppe Saronni (Ita)     | Roberto Visentini (Ita)     | Urs Freuler (Zwi)           | Giuseppe Saronni (Ita) |
| 27 mei                 | etappe 14  | Parma - Savona                    | 243 km  | Gregor Braun (BRD)         | Urs Freuler (Zwi)           | Pierangelo Bincoletto (Ita) | Giuseppe Saronni (Ita) |
| 28 mei                 | etappe 15  | Savona - Orta San Giulio          | 219 km  | Paolo Rosola (Ita)         | Gerhard Zadrobilek (Oos)    | Silvano Contini (Ita)       | Giuseppe Saronni (Ita) |
| 29 mei                 | etappe 16a | Orta San Giulio - Milaan          | 110 km  | Frank Hoste (Bel)          | Pierino Gavazzi (Ita)       | Stefan Mutter (Zwi)         | Giuseppe Saronni (Ita) |
| 29 mei                 | etappe 16b | Milaan - Bergamo                  | 105 km  | Giuseppe Saronni (Ita)     | Moreno Argentin (Ita)       | Eddy Schepers (Bel)         | Giuseppe Saronni (Ita) |
| 30 mei                 | etappe 17  | Bergamo - Colli di San Fermo      | 91 km   | Alberto Fernández (Spa)    | Lucien Van Impe (Bel)       | Roberto Visentini (Ita)     | Giuseppe Saronni (Ita) |
| 31 mei                 | etappe 18  | Sarnico - Vicenza                 | 178 km  | Paolo Rosola (Ita)         | Pierangelo Bincoletto (Ita) | Silvano Riccò (Ita)         | Giuseppe Saronni (Ita) |
| 1 juni was een rustdag |            |                                   |         |                            |                             |                             |                        |
| 2 juni                 | etappe 19  | Vicenza - Wölkenstein/Selva       | 224 km  | Mario Beccia (Ita)         | Marino Lejarreta (Spa)      | Emanuele Bombini (Ita)      | Giuseppe Saronni (Ita) |
| 3 juni                 | etappe 20  | Wölkenstein/Selva - Arabba        | 169 km  | Alessandro Paganessi (Ita) | Mario Beccia (Ita)          | Jean-René Bernaudeau (Fra)  | Giuseppe Saronni (Ita) |
| 4 juni                 | etappe 21  | Arabba - Gorizia                  | 232 km  | Moreno Argentin (Ita)      | Frank Hoste (Bel)           | Pierino Gavazzi (Ita)       | Giuseppe Saronni (Ita) |
| 5 juni                 | etappe 22  | Gorizia - Udine (tijdrit)         | 40 km   | Roberto Visentini (Ita)    | Daniel Gisiger (Zwi)        | Giuseppe Saronni (Ita)      | Giuseppe Saronni (Ita) |

 winnaars · 
roze trui · 
  puntenklassement · 
  bergklassement · 
 jongerenklassement · 
 intergiro · 
 ploegenklassement · 
 strijdlust · 
 zwarte trui
Giro d'Italia Next Gen · Giro Donne · Cima Coppi
 Belgische rozetruidragers · etappewinnaars
 Nederlandse rozetruidragers · etappewinnaars
Mannen:
1909 · 
1910 · 
1911 · 
1912 · 
1913 · 
1914 · 
1919 · 
1920 · 
1921 · 
1922 · 
1923 · 
1924 · 
1925 · 
1926 · 
1927 · 
1928 · 
1929 · 
1930 · 
1931 · 
1932 · 
1933 · 
1934 · 
1935 · 
1936 · 
1937 · 
1938 · 
1939 · 
1940 · 
1946 · 
1947 · 
1948 · 
1949 · 
1950 · 
1951 · 
1952 · 
1953 · 
1954 · 
1955 · 
1956 · 
1957 · 
1958 · 
1959 · 
1960 · 
1961 · 
1962 · 
1963 · 
1964 · 
1965 · 
1966 · 
1967 · 
1968 · 
1969 · 
1970 · 
1971 · 
1972 · 
1973 · 
1974 · 
1975 · 
1976 · 
1977 · 
1978 · 
1979 · 
1980 · 
1981 · 
1982 · 
1983 · 
1984 · 
1985 · 
1986 · 
1987 · 
1988 · 
1989 · 
1990 · 
1991 · 
1992 · 
1993 · 
1994 · 
1995 · 
1996 · 
1997 · 
1998 · 
1999 · 
2000 · 
2001 · 
2002 · 
2003 · 
2004 · 
2005 · 
2006 · 
2007 · 
2008 · 
2009 · 
2010 · 
2011 · 
2012 · 
2013 · 
2014 · 
2015 · 
2016 · 
2017 · 
2018 · 
2019 · 
2020 · 
2021 · 
2022 · 
2023 · 
2024 · 
2025
Vrouwen:
1988 · 
1989 · 
1990 · 
1991 ·
1992 ·
1993 · 
1994 · 
1995 · 
1996 · 
1997 · 
1998 · 
1999 · 
2000 · 
2001 · 
2002 · 
2003 · 
2004 · 
2005 · 
2006 · 
2007 · 
2008 · 
2009 · 
2010 · 
2011 · 
2012 ·
2013 · 
2014 ·
2015 ·
2016 ·
2017 ·
2018 ·
2019 ·
2020 ·
2021 ·
2022 ·
2023 ·
2024 ·
2025